# Ей Джей Маклийн
Ей Джей Маклийн (Alexander James „AJ“ McLean) е американски певец, актьор, композитор, модел, член на световноизвестната група „Бекстрийт Бойс“.

## Биография
Ей Джей Маклийн е роден на 9 януари 1978 г. в Уест Палм Бийч, САЩ. Когато е едва на 2 години, майка му и баща му се развеждат. Майка му и нейните родители се грижат за малкия Александър. През 1990 г. семейството на 12-годишния Александър, се премества в Орландо. Ей Джей продължава образованието си в средното училище Ден Джон. На 13 години постъпва във Флоридската академия по сценични изкуства.
През май 1992 г. е съобщено с помощта на местен вестник, че се търсят талантливи момчета на възраст между 12 – 18 години, за участие в нова вокална група. Ей Джей взема правилното решение, като участва на този конкурс. Алекс е одобрен, и така става първия член на новата група от Орландо – Бекстрийт Бойс.
В началото новата група, не е никак популярна в Щатите, но в Европа групата набира все повече и повече почитатели. Първия техен албум, който е забелязан в Америка, е всъщност втория им студиен албум – Backstreet's Back, издаден през 1997 г. Бекстрийт Бойс се превръщат в най-продаваната момчешка група за всички времена.
През 2000 г. Маклийн заявява, че има проблем с алкохола. В неговия характер се забелязват нови неща, като агресивност и честа депресия. В началото на 2001 г. Ей Джей за първи път пробва кокаин. Така той се превръща в наркозависим. Маклийн решава да се излекува от алкохолната и наркотичната си зависимост. Той заминава за град Тусон, и посещава медицинския център. Датата 23 октомври 2002 г. се счита за победа над неговите зависимости.
На едно парти през 2010 г. се среща с бъдещата си съпруга Рошел Каридис. Двамата сключват брак на 17 декември 2011 г. в един от хотелите в Бевърли Хилс. На 27 ноември 2012 г. се ражда дъщеричката им Ейва Джеймс Маклийн. На 19 март 2017 г. се ражда втората дъщеря на Ей Джей Лирик Дин Маклийн. От 1 март 2017 г. започна новото турне на Бекстрийт Бойс, и бъдете сигурни, че тези пораснали момчета, ще продължават да променят музикалната история.